# Kanselier van de Militaire Willems-Orde en de Orde van de Nederlandse Leeuw
De beide toenmalige Nederlandse ridderorden, de Militaire Willems-Orde en de Orde van de Nederlandse Leeuw deelden in de persoon van luitenant-admiraal Engelbertus Lucas en zijn opvolgers na 1849 een tijdlang een kanselier. De wet schreef voor dat er twee bezoldigde kanseliers zouden zijn maar dat werd  op 25 augustus 1849 één, en dan nog onbezoldigde, functionaris die in het benoemingsbesluit de, niet juridisch juiste, titel van Kanselier van de Militaire Willems-Orde en de Orde van de Nederlandse Leeuw kreeg.
In 1907 werd de door de wet voorgeschreven toestand tijdelijk hersteld.